# Sven Wollter
Sven Justus Fredrik Wollter est un acteur suédois, né à Göteborg le 11 janvier 1934 et mort le 10 novembre 2020 à Luleå[réf. nécessaire], Suède.
Sven Wollter est l'un des acteurs suédois les plus renommés dans son pays. Le public international l'a découvert dans son rôle de Victor dans le film dramatique d'Andreï Tarkovski Le Sacrifice. Les téléspectateurs allemands le connaissent en tant que commissaire Van Veeteren dans les adaptations cinématographiques de romans policiers de l'auteur suédois Håkan Nesser.

## Biographie
Sven Wollter est le fils du rédacteur en chef Kjell Wollter et d'Elsa Ekwall.
Il suit des études en art dramatique au Théâtre municipal de Göteborg de 1953 à 1957, et est engagé simultanément au Pionjärteatern de 1954 à 1958, puis au Théâtre de la Ville en 1959, au Théâtre national de 1960 à 1961, Théâtre municipal Norrköping de 1961 à 1963, au Vasateatern (1964-1966) et Théâtre de la télévision (1966-1967). Il retourne au Théâtre municipal de Göteborg de 1967 à 1983 avant  d'être engagé au Théâtre du Peuple de Gävleborg (1983-1986), et, enfin, au Théâtre de la Ville de Stockholm depuis 1986.
Dans les années 1970, Wollter devient connu grâce à sa participation dans la série de télévision Raskens (sv). Il a ensuite joué plusieurs rôles notables, dont en 1976, celui de l'inspecteur de police Lennart Kollberg dans Un flic sur le toit, le film de Bo Widerberg. Au fil des ans, il devient un acteur populaire très apprécié et, surtout pour le large éventail de rôles qu'il interprète, de celui du compositeur dément Martin dans A Song for Martin à celui du commissaire Van Veeteren dans plusieurs films policiers.
En 1989, il sort un album solo avec des interprétations en suédois de Leonard Cohen et de Tom Waits. Un deuxième album, Chansons du vingtième siècle (Sånger från tjugonde seklet (sv)) est publié en 2009, où Wollter interprète des chansons politiques sur des textes de personnalités comme Stig Dagerman, Kent Andersson, Dan Berglund, Bertolt Brecht et Joe Hill.
Sven Wollter, membre du Parti communiste suédois depuis de nombreuses années, a eu sa propre émission de radio. À la suite du refus des dirigeants de la radio de diffuser une émission où il critiquait la proposition du gouvernement Reinfeldt de relever l'âge de la retraite, il préfère arrêter sa collaboration.

### Vie personnelle
Il a eu plusieurs relations dont :
1. mariage avec l'auteur Maja-Brita Mossberg (sv) de 1956 à 1958 ;
2. mariage avec l'actrice Annie Jenhoff (sv), de 1960 à 1967, avec qui il a eu deux filles Ylva (1962-1992) et Stina Wollter ;
3. vie commune avec l'actrice Viveka Seldahl (sv) de 1971 à 2001 (année de sa mort), un fils, Karl Seldahl ;
4. mariage avec la journaliste de radio Lisa Wede depuis 2003.

Il a en outre une fille, Lina Wollter, issue d'une relation avec Evabritt Strandberg, et un fils, Magnus, avec Maria Lindgren.

## Filmographie partielle
- 1967 : Je suis curieuse (Jag är nyfiken - en film i gult)
- 1976 : Un flic sur le toit (Mannen på taket) de Bo Widerberg : Lennart Kollberg
- 1984 : L'Homme de Majorque (Mannen från Mallorca) de Bo Widerberg : Inspecteur Jarnebring
- 1986 : Le Sacrifice d'Andreï Tarkovski : Victor
- 1988 : Friends de Kjell-Åke Andersson : Zeb
- 1999 : Le 13e Guerrier (The 13th Warrior) de John McTiernan : le roi Rothgar
- 2001 : A Song for Martin (En sång för Martin) de Bille August : Martin

## Récompenses
- 1985 : Guldbagge Award du meilleur acteur pour L'Homme de Majorque
- 2002 : Guldbagge Award du meilleur acteur pour A Song for Martin